# Le Coffre à BD
Le Coffre à BD est un éditeur et diffuseur français de bande dessinée, créé en avril 2004 par Bernard Coulange pour proposer aux lecteurs des séries franco-belges classiques oubliées. Le Coffre à BD diffuse ses parutions uniquement via internet.
Cette maison d'édition est une émanation du site BD oubliées, créé en 1998 par le même Coulange afin de diffuser en ligne des mini-récits, avant de se spécialiser dans la publication et l'indexation de sommaires de revues. Au 7 mai 2025, le site propose les sommaires de 162 revues.

## Activités
Bernard Coulange crée en octobre 1998 le site BD oubliées afin de republier des mini-récits parus dans Spirou et de présenter des séries oubliées faute de parution en album. Après quelques mois, Coulange diffuse également sur son site des sommaires de Spirou, puis d'autres revues franco-belges. Cette activité devient rapidement la principale du site. 
En 2004, Coulange, toujours désireux de permettre la lecture de séries franco-belges oubliées, fonde Le Coffre à BD, qui propose en version papier vendue en ligne ou en version numériques différentes bandes dessinées « oubliées » : mini-récits au format d'origine, séries inédites en albums ou dont la publication avait cessé, etc.,. Le Coffre à BD propose également quelques bandes dessinées contemporaines inédites, et diffuse sur son site d'autres micro-éditeurs spécialisés dans les rééditions comme Le Taupinambour ou La Vache qui médite.
En 2017, Le Coffre à BD est repris par une nouvelle équipe, ce qui permet à Coulange de se consacrer uniquement à BD oubliées.

## Séries
Les séries suivantes figurent parmi celles proposées par le Coffre à BD :
- Alain Cardan de Gérald Forton
- Baron de Noël Bissot
- Le Blason d'argent de Guy Mouminoux
- Bobosse de Marcel Remacle
- Bonaventure de Mittéï
- Cabanon de Paul Deliège
- Le Capitaine Lahuche de Francis
- Christian Persil de Pierre Bar et Dominique Bar
- Des chevaux et des hommes de Gérald Forton
- L'Épervier bleu de Sirius
- Le Flagada de Charles Degotte
- Les Frères Gachis et l'Agent Fog de Serge Gennaux
- Les BD de Patrice Leconte
- L'Homme aux phylactères de Serge Gennaux
- L'Homme du château de Francis
- Indésirable Désiré de Mittéï
- L'Inspecteur Klebs de Jean-Pierre Dirick
- Inspecteur Saboum de Jean Chakir
- Isidore Landurcy de Didgé
- Loryfiand et Chifmol de Serge Gennaux et Raoul Cauvin
- Marc Lebut et son voisin de Francis et Maurice Tillieux
- Monsieur Edouard de Didgé
- Mouche de Philippe Sternis
- Nic et Mino de Claude Dupré (scénario) et Jean Ache (dessins)
- Onkr, l'abominable homme des glaces de Tenas, Jean Melac et Yvan Delporte
- Pegg de Pat Mallet
- Pemberton de Sirius
- Les Pépés flingueurs de Alain Michaud et Jacques Lecamus
- Ping et Pong de Didgé
- Pony de Lucien De Gieter
- Résistance de Ghis
- Sam et l'Ours de Lagas et Paul Deliège
- Sandy et Hoppy de Lambil
- Sergent Laterreur de Touïs et Frydman
- Les Soldats de plomb de Francis
- Superdingue de Paul Deliège
- Théophile et Philibert de Paul Deliège
- Tim de Jean-Pierre Dirick : Mes années Pif : Les Énigmes de Tim
- Les Timour de Sirius
- Tôôôt et Puit de Lucien De Gieter
- Le Vieux Nick et Barbe-Noire de Marcel Remacle
- Wilbur et Mimosa de Guilmar
- William Lapoire de Serge Ernst
- Zoum le Vénusien de Pat Mallet
- Zoupiron de Jérémie Guneau et Frédéric Legros (auteur)